# Tout le monde tape dans les mains
 (avril 2012).
Si vous disposez d'ouvrages ou d'articles de référence ou si vous connaissez des sites web de qualité traitant du thème abordé ici, merci de compléter l'article en donnant les références utiles à sa vérifiabilité et en les liant à la section « Notes et références ».
Albums de Peter Kröner
Un monde un dieu, une bière
(1993) Où les filles vont
(1998)
Tout le monde tape dans les mains est le second album de Peter Kröner, sortie en 1995. Enregistré en public le 14 mars 1995 au Blues Heures, il reprend la majorité des chansons de l'album précédent à l'exception de Baden Baden et Wundervoll et comprend quatre nouveaux titres : Claire, Claire, Sur la montagne (adaptation d'une chanson traditionnelle allemande), Kurt Hinzmann et une reprise de Salade de fruits popularisée par Bourvil.
Les chansons sont entrecoupées de commentaires de Peter Kröner, enregistrés en studio, dans lesquelles il expose sa théorie sur les deux types de chansons : Chansons d'amour et chansons de lieu.

## Chansons
| No  | Titre                               | Durée      |
| --- | ----------------------------------- | ---------- |
| 1.  | Tout le monde tape dans les mains   | 4 min 20 s |
| 2.  | Je ne t'oublierai jamais            | 3 min 11 s |
| 3.  | Je te regarde quand tu dors la nuit | 4 min 48 s |
| 4.  | Claire, Claire                      | 3 min 55 s |
| 5.  | Rue de Flandres                     | 3 min 30 s |
| 6.  | Tu es belle                         | 3 min 45 s |
| 7.  | Sur la montagne                     | 2 min 02 s |
| 8.  | Carpentras                          | 2 min 44 s |
| 9.  | Un monde un dieu une bière          | 4 min 25 s |
| 10. | Anne Beauvais                       | 1 min 09 s |
| 11. | Kurt Hinzmann                       | 4 min 28 s |
| 12. | Rico                                | 4 min 22 s |
| 13. | Salade de fruits                    | 3 min 55 s |

Les paroles sont de Peter Kröner, la musique de Peter Kröner et Vincent-Marie Bouvot, sauf Carpentras et Anne Beauvais qui sont de Peter Kröner, Sur la montagne (Traditionnel) et Salade de fruits (Armand Canfora - Noël Roux).